# Здравко
Здравко је јужнословенско мушко име настало од придева здрав. Познате особе са овим именом су:
- Здравко Чолић, српски и југословенски певач поп музике
- Здравко Јежић, хрватски ватерполиста
- Здравко Ковачић, хрватски ватерполиста
- Здравко Кузмановић, српски фудбалер швајцарског порекла
- Здравко Понош, српски политичар и генерал
- Здравко Радуловић, хрватски кошаркаш, рођен у Црној Гори
- Здравко Рајков, српски фудбалер и менаџер
- Здравко Шотра,српски је режисер и сценариста.